# Lemang
Lemang es un plato tradicional de la cocina malaya que consiste en alimentos cocinados en un tubo hueco de bambú tapado en ambos extremos por hojas de banano y puesto casi verticalmente generalmente sobre una parrilla o brasas de carbón. El bambú puede tener una longitud aproximada de medio metro. Este plato se prepara generalmente en las festividades del país tales como la Hari Raya Aidilfitri y la Hari Raya Haji, el lemang en estas ocasiones consiste en arroz aglutinado y leche de coco y algo de sal para condimentar. Algunas recetas de lemag añaden maíz. 

## Servir y costumbres
El Lemang se come generalmente con rendang. El arroz dentro del tubo de bambú ocupa la mitad de su espacio y cuando se retira del fuego se abre el bambú longitudinalmente con un cuchillo (si el bambú empleado es joven es más fácil de abrir que el viejo) y se extrae el arroz aglutinado y se pone con las hojas de banano en un plato.
- Datos: Q1684997
- Multimedia: Lemang / Q1684997